# Тарзан из Манисы

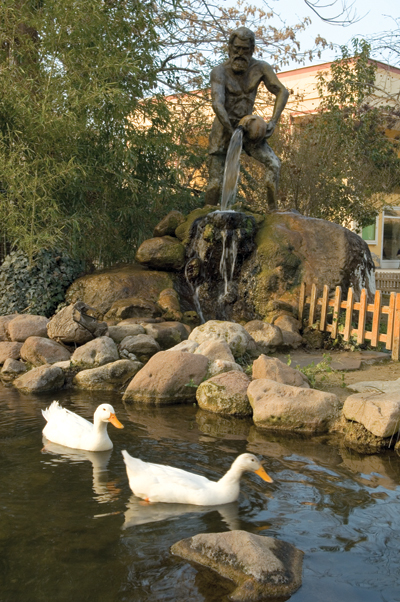
Статуя Тарзана в Манисе

Тарзан из Манисы (тур. Manisa Tarzanı) — псевдоним Ахмеддин Карлака (1899, Самарра, Салах-эд-Дин — 31 мая 1963, Маниса), турецкий защитник окружающей среды, живший на горе Сипил близ Манисы в западной Турции в течение 40 лет. Считается первым защитником окружающей среды в Турции, получил своё прозвище из-за скудной одежды и жизни в контакте с природой. Сам себя называл «Ахметом Бедеви» («бедуином Ахметом»).

## Биография
Карлак родился в 1899 году. В зависимости от источников, его родным городом называется Багдад или Самарра. Его семья была иракского туркменского происхождения из Киркука, Ирак. В раннем подростковом возрасте он встретил Мерал, дочь шейха Тахира, лидера туркменского племени, и обручился с ней. Незадолго до свадьбы разразилась Первая мировая война, и Карлаку пришлось оставить её. О его жизни во время войны ничего неизвестно, но в конце войны он оказался в Индии, где некоторое время жил в джунглях. Находясь в Иране, он случайно обнаружил, что семья его невесты переехала в место поблизости. Он снова начал планировать свадьбу, но прочитал в газете, что в Турции началась борьба за независимость. Решив присоединиться к повстанцам, вместе с невестой попытался добраться до Анатолии. При переходе через крутое ущелье его невеста поскользнулась, упала с обрыва и погибла. Карлак присоединился к повстанцам, служа под руководством Казыма Карабекира на восточном фронте турецкой войны за независимость. Затем Карлак сражался в Антепе и Килисе, он принадлежал к одному из формирований, которые захватили Смирну у греков. Он был ранен, за мужество получил медаль за независимость с красной лентой. Сразу после войны Карлак поселился в Манисе, который был разрушен пожаром, вызванным отступающей греческой армией во время греко-турецкой войны. Потрясённый последствиями пожара, Карлак поставил перед собой цель восстановить лес в регионе, в одиночку сажая и выращивая бесчисленные деревья на горе Сипил.
Карлак был известен своей внешностью. Он перестал стричь бороду в 1924 году и стал известен как hacı («Пилигрим»). Носил только шорты, оставляя торс голым. В течение 40 лет жил в одиночестве в хижине, которую он назвал Топкале («замок пушки») — в честь старой пушки. Каждый день он стрелял из пушки, сигнализируя о полдне; из-за этого к его прозвищу «паломник» стали добавлять topçu («артиллерист»). В хижине Карлак спал на доске, покрытой старыми газетами, летом и зимой моясь холодной водой. В это время он принял имя Ахмета Бедеви («бедуин Ахмет»), хотя, возможно, именно так его называли жители Манисы. Карлак научился писать новым турецким алфавитом с латинскими буквами в одной из Halk Mektepleri («народная школа», начальная школа для взрослых, организованная Ататюрком), и начал принимать участие в общественной жизни.
Он регулярно посещал город, где останавливался в локанте Сали Ниязи Деде. Взамен Карлак приносил в ресторан банку воды с горы. Иногда он работал в качестве помощника (пожарного или садовника) для городской администрации. В 1933 году он, возможно, был нанят, за ежемесячную зарплату 30 турецких лир, в качестве помощника садовника.
В 1934 году, после показа фильма «Месть Тарзана» в кинотеатрах Манисы, Карлака прозвали Manisa Tarzanı (Тарзан из Манисы). Бородатый и с голой грудью, Карлак принимал участие в официальных парадах победы в память о революционной войне, надевая свою медаль на лист декоративной пальмы, который он обвязывал вокруг шеи.
Карлак занимался альпинизмом. Вместе с членами местного альпинистского клуба он поднялся на гору Арарат, Джило (1957), Аладаглар и Демирказик (1959). В 1959 году он был гостем в Конье и Нигде вместе с членами альпийского клуба Маниса. Его присутствие привлекло десятки тысяч зрителей. В Конье ему изначально было отказано во входе в музей Мевланы из-за обнаженного торса. В этот момент он указал на надпись Мевланы над дверью, которая гласила: «Приди ко мне, кто бы ты ни был!» и вошел.
Карлак никогда не женился, но он якобы годами получал много любовных писем, которые однако были утеряны после его смерти.
Карлак умер 31 мая 1963 года в Манисской государственной больнице от сердечной недостаточности. 1 июня 1963 года газета Хюрриет сообщила о его смерти в статье «Тарзан из Манисы мёртв». Карлак был похоронен на новом кладбище («Asrî Mezarlık») в Манисе, несмотря на его последнее желание быть похороненым в Топкале.

## Память
Город Маниса продолжает отдавать дань уважения Карлаку. Неделя окружающей среды в эгейском городе была названа «Manisa Tarzanı Çevre Günleri Haftası». По этому случаю муниципальная администрация присуждает «Награды Тарзана». Город назвал в честь Карлака начальную школу («Manisa Tarzanı Ahmet Bedevi İlkokulu») и бульвар («Tarzan Bulvarı»). В 2012 году автомобиль на солнечной энергии, разработанный студентами Университета Джелала Баяр в Манисе, получил название Manisa Tarzanı (Тарзан из Манисы).
В парке Фатих в Манисе был установлен памятник Карлаку в натуральную величину, известный как Tarzan Heykeli. Каждый год власти Манисы отмечают годовщину его смерти, почитая его как предшественника движения защиты окружающей среды в Турции. Фанаты местного футбольного клуба Манисаспора называют себя Tarzanlar («Тарзаны»), в 2015 году местное мероприятие по лыжным гонкам было названо Manisa Tarzanı (Тарзан из Манисы).
Жизнь Карлака стала предметом нескольких книг и фильма 1994 года, снятого режиссером Орханом, под названием «Тарзан из Манисы». Фильм считается первым турецким фильмом на экологическую тематику, он был подан Турцией на получение Оскара за лучший фильм на иностранном языке, но не был номинирован.

## Галерея

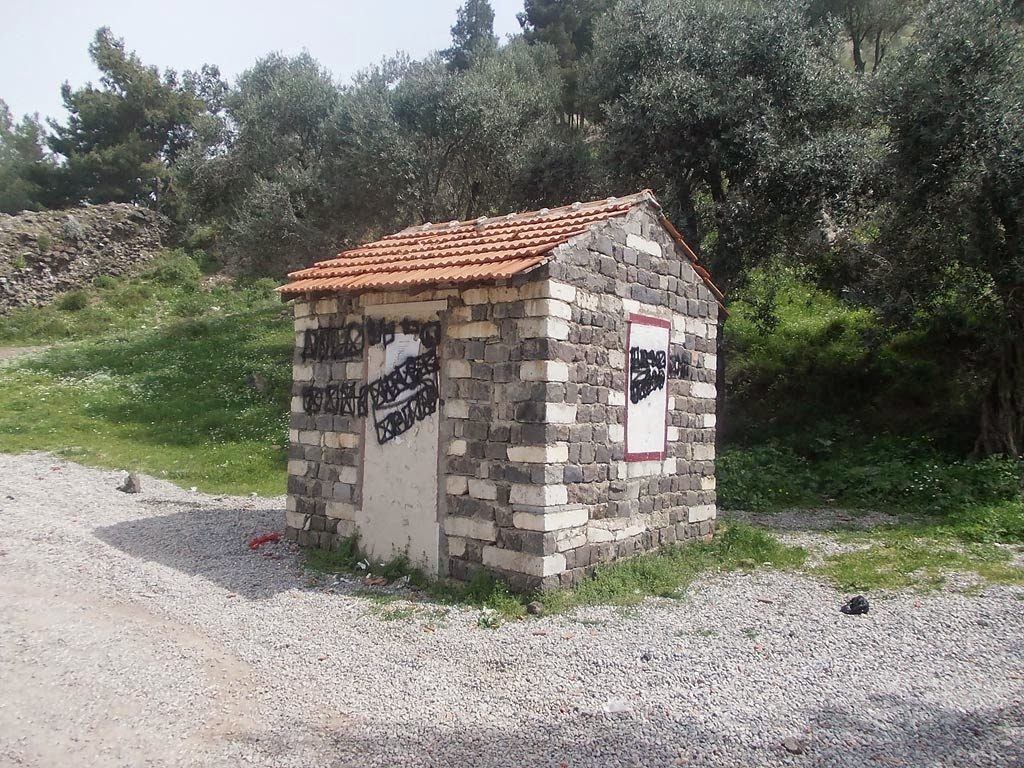
Топкале — хижина на горе Сипил, где Бедеви прожил 40 лет
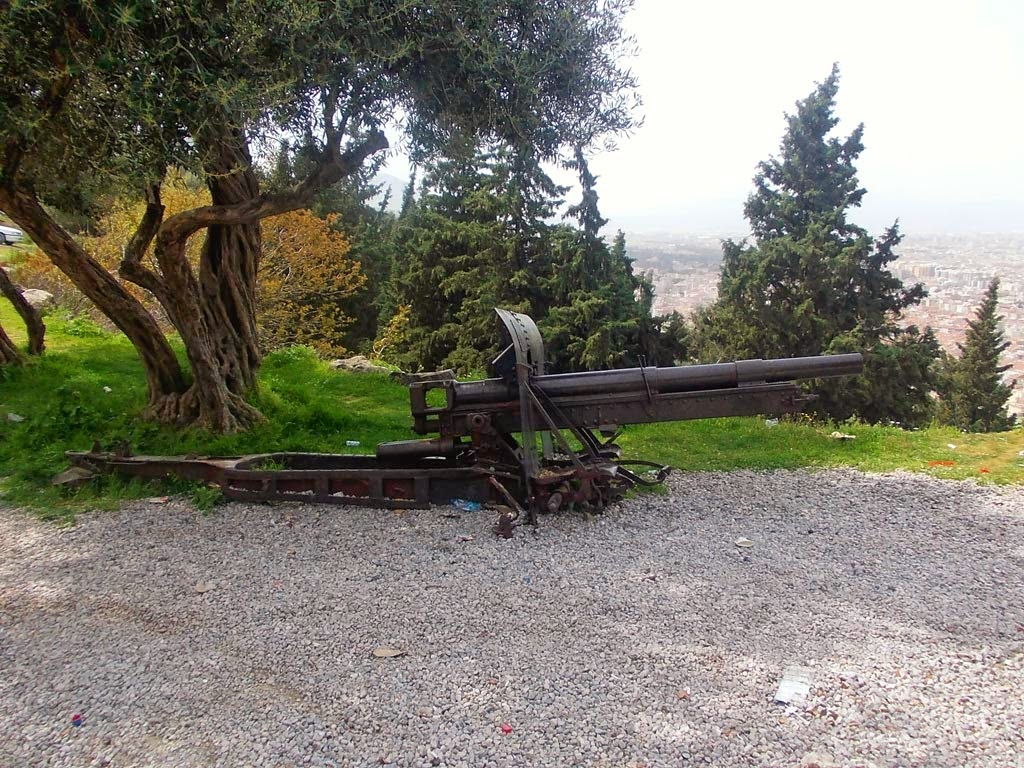
Старая пушка, из которой Бедеви стрелял ежедневно в полдень
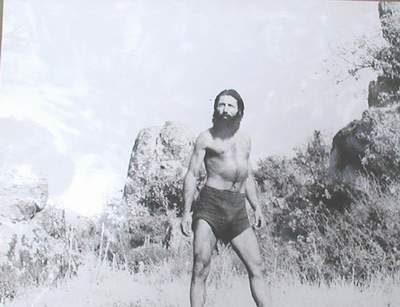